# Anastàssios Metaxàs
Anastàssios Metaxàs (grec: Αναστάσιος Μεταξάς)  (Atenes, 27 de febrer de 1862 - Atenes, 28 de gener de 1937) va ser un arquitecte i tirador grec que va competir a cavall del segle xix i el segle xx.
Durant la seva carrera esportiva va prendre part en tres edicions dels Jocs Olímpics d'Estiu. El 1896, 1908 i 1912, amb un balanç d'una medalla de bronze en la prova de fossa olímpica individual als Jocs de Londres de 1908, i dues quartes posicions als Jocs d'Atenes de 1896, el rifle militar, 200 metres i el rifle lliure, 300 metres en 3 posicions. Als Jocs Intercalats de 1906 guanyà una medalla de plata en la prova de fossa olímpica, doble tret.
Va estudiar arquitectura a la Universitat de Dresden. Com a arquitecte és conegut per haver estat escollit per George Averoff per restaurar l'estadi Panathinaiko per tal que es poguessin disputar els Jocs Olímpics d'Estiu de 1896. Altres de les seves obres destacades foren la reforma de molts edificis històrics, com ara el Museu Benaki i el Museu Arqueològic Nacional d'Atenes, o el disseny de la Catedral de Sant Andreu de Patres i diversos edificis públics i mansions d'Atenes.